# 岡山県道190号西阿知停車場線
岡山県道190号西阿知停車場線（おかやまけんどう190ごう にしあちていしゃじょうせん）は、岡山県倉敷市を通る一般県道である。

## 概要
JR西日本山陽本線西阿知駅と岡山県道60号倉敷笠岡線を結ぶ。

### 路線データ
- 起点：倉敷市西阿知町（JR西日本山陽本線西阿知駅前、岡山県道277号中島西阿知停車場線終点）
- 終点：倉敷市西阿知町西原（西阿知駅北交差点、岡山県道60号倉敷笠岡線交点）
- 総延長：0.12 km

## 路線状況

### 重複区間
- 岡山県道277号中島西阿知停車場線（倉敷市西阿知町）

## 地理

### 通過する自治体
- 倉敷市

### 交差する道路
| 交差する道路                                 | 交差する場所 | 交差する場所            |
| -------------------------------------------- | ------------ | ----------------------- |
| 岡山県道277号中島西阿知停車場線 重複区間起点 | 西阿知町     | 起点                    |
| 岡山県道277号中島西阿知停車場線 重複区間終点 | 西阿知町     |                         |
| 岡山県道60号倉敷笠岡線                       | 西阿知町西原 | 西阿知駅北交差点 / 終点 |

沿線
- JR西日本山陽本線 西阿知駅